# Gegeneophis orientalis
Gegeneophis orientalis é uma espécie de anfíbio anuro da família Indotyphlidae. Está presente na Índia. A UICN classificou-a como deficiente de dados.